# Hermann von Mons
Hermann († um 1051), der nicht zur Familie der Reginare gehörte, sondern „thuringius/düringisch“ genannt wird, war ab 1039 Graf von Mons (Bergen) und des südlichen Teils von Brabant sowie durch Erbschaft ab 1048/49 Markgraf von Valenciennes. Dadurch gelang es ihm, die Grafschaft Hennegau erstmals seit der Teilung im Jahr 957 wieder zu vereinigen. Die Grafschaft Hennegau blieb zwar nach seinem Tod vereinigt, die Herrschaft war jedoch hart umkämpft.
Hermann war der Schwiegersohn von Reginar V., Graf von Mons, und Mathilde von Verdun, Tochter von Graf Hermann Eenham im Eifelgau.
Er wird genannt „Hermann un comte d’origine germanique“ im Chron. Albrici pp. 785/789/792, bei Gilles d’Orval - MGH SS XXV S. 79. Europ. Stammtafeln, Detlev Schwennicke sagen „Richilde, Erbin von Hennegau, Tochter und einzige Erbin von Reginar V., Graf v. Hennegau und Mathilde v. Lothringen“.
Hermann war vor seiner Ehe mit der Erbtochter wohl eine Art Burggraf im Bereich von Mons und war wohl mit den Hasnon verwandt.
1046 verbündete er sich mit Herzog Gottfried III. von Niederlothringen, Graf Dietrich IV. von Holland und Graf Balduin V. von Flandern gegen Kaiser Heinrich III., woraufhin seine Ehefrau Richilde von Egisheim, die eine Allianz mit dem Kaiser bevorzugt hätte, versuchte, ihn durch Azzo, Bischof von Lüttich, festnehmen zu lassen, was dieser aber, unter dem Druck der Verbündeten, verweigerte. 1048/49 erhielt er nach dem Tod seines Schwiegervaters Reginar V. aufgrund der Erbrechte Richildes die Markgrafschaft Valenciennes, wodurch es ihm möglich wurde, die Grafschaft Hennegau wiederzuvereinen.
Hermann starb um 1051. Richilde heiratete in zweiter Ehe Balduin von Flandern, den späteren Grafen Balduin VI., und verdrängte danach ihre Kinder aus der Ehe mit Hermann von der Nachfolge in Hennegau, indem sie Kirchenämter für die beiden vorsah:
- Roger; † 1093, Bischof von Châlons
- Gertrud, Benediktinerin

Richilde verwaltete den Hennegau nach dem Tod Balduins für ihre Kinder aus zweiter Ehe.